# Салимов, Якуб
Якуб Салимов (тадж. Яъқуб Салимов; род. 20 мая 1956, Вахшский район, Таджикская ССР) — таджикский государственный деятель. Влиятельный полевой командир Народного фронта во время гражданской войны, министр внутренних дел Таджикистана (1993—1995), председатель таможенного комитета (1996—1997).
24 апреля 2005 года был приговорён к 15 годам заключения по обвинениям в государственной измене, бандитизме и злоупотреблении служебным положением, освобождён в 2016 году.

## Биография
Якуб Салимов родился 20 мая 1956 года в Вахшском районе Таджикской ССР. Во время перестройки официально работал предпринимателем. В 1989 году в СМИ Таджикистана был объявлен рэкетиром. Являлся неформальным молодежным лидером, активно участвовал в погромах и беспорядках вспыхнувших в Душанбе в феврале 1990 года, во время которых побывал в тюрьме.
Во время гражданской войны в Таджикистане Салимов стал одним из влиятельных полевых командиров Народного фронта. После «примирительной» 16-й сессии Верховного совета, прошедшей в ноябре 1992 года в Худжанде, в декабре 1993 года он был назначен министром МВД Таджикистана, занимал этот пост до 1995 года. В августе 1995 года Салимова отправили послом Таджикистана в Турцию, где он находился до 1996 года. В 1996 году возглавил таможенный комитет республики.
В 1997 году во время визита Эмомали Рахмона в Худжанд, на него было совершено покушение, нападавшие бросили в Рахмона две гранаты. Сопровождавший президента в этой поездке Якуб Салимов вовремя среагировал и оттолкнул Рахмона, прикрыв его собой. В своём выступлении по телевидению, которое вышло в день покушения Рахмон сказал: «Таджики, вы должны помнить, кто спас вашего президента, это всегда будут помнить мои дети и дети моих детей!».

## Участие в мятеже полковника Худойбердыева
В августе 1997 года в Душанбе неизвестными был застрелен дядя Сухроба Касымова, бывшего полевого командира Народного фронта, командующего бригадой спецназа МВД. В этом убийстве были обвинены люди Салимова. 9 августа 1997 года дом Салимова был окружён бойцами Касымова, при поддержке танков 201-й дивизии. В северной части города завязались бои между вооружёнными отрядами, поддерживающими главу таможенного комитета и бригадой Касымова, которые продолжались 9 и 10 августа. Бойцам Касымова удалось вытеснить сторонников Салимова из столицы.
В это время из южных районов Таджикистана по направлению к Душанбе выдвинулась отдельная бригада быстрого реагирования Министерства обороны, под началом полковника Махмуда Худойбердыева, которая была остановлена на перевале Фахрабад частями президентской гвардии Гаффора Мирзоева. В боестолкновениях со стороны правительственных сил была использована тяжелая артиллерия и РСЗО «Град». Части Худойбердыева также применяли артиллерию и танки. После этих событий Якуб Салимов, который был обвинён в поддержке Худойбердыева, был вынужден уехать из страны.
Однако в 1998 году, после проведения расследования этого инцидента парламентом страны, Председатель ГКНБ Таджикистана Сайдамир Зухуров сделал заявление о непричастности Салимова к мятежу полковника.

## Арест
В июне 2003 года Якуб Салимов был арестован в России по запросу таджикской стороны и помещён под стражу в следственный изолятор ФСБ. Салимов находился в тюрьме Лефортово до февраля 2004 года, всё это время Таджикистан добивался его экстрадиции. Наконец 24 февраля Салимова передали таджикским властям, после того, как Россия получила от них гарантии, что в отношении Салимова не будет применена смертная казнь.
24 апреля 2005 года Верховный суд Таджикистана приговорил Якуба Салимова к 15 годам заключения, с лишением всех званий и наград. Он был осуждён по статьям: измена Родине, бандитизм и злоупотребление служебным положением. В 2012 году, согласно Закону об амнистии, его срок сократили на два года.
21 июня 2016 года Якуб Салимов был освобождён, проведя в общей сложности 13 лет в тюрьме.